# I See Stars
I See Stars (в переводе с англ. — "Я Вижу Звёзды" ) — американская электроникор-группа из города Уоррен, штат Мичиган, образованная в 2006 году. С момента основания записала пять полноценных альбомов.
В записи их первого альбома, 3-D, принял участие американский рэпер Bizzy Bone. Альбом дебютировал под номером 176 в чарте Billboard 200. Их второй альбом, The End of the World Party, был выпущен 22 февраля 2011 года. Третий студийный альбом группы, Digital Renegade, выпущен 13 марта 2012 года. Digital Renegade демонстрирует стилистические изменения, показывая более агрессивный музыкальный стиль, чем предыдущие альбомы. Четвёртый альбом New Demons, выпущенный 22 октября 2013 года, содержит заметные элементы EDM при достижении ещё более тяжёлого звука в сравнении с Digital Renegade.
Их кавер на песню группы The Outfield, «Your Love», попал в сборник лейбла Fearless Records, Punk Goes Classic Rock.
Их песня «Comfortably Confused» из альбома 3-D есть в видеоигре Power Gig: Rise of the SixString.

## История

### Green Light Go!(2006—2008)
В одном из своих интервью BVTV Оливер рассказал: «Я, мой брат, Брент и Джефф знали друг друга ещё детьми, мы выросли всего в квартале друг от друга и даже вместе ходили в начальную школу». В том же интервью он пояснил, что у них не было никаких особых причин называть группу именно «I See Stars», кроме того факта, что им нужно было придумать название и «кто-то предложил эту идею». Официально группа была сформирована в 2006 году.
До того как группа подписала контракт с лейблом Sumerian Records, в 2008 году, они самостоятельно выпустили свой дебютный мини-альбом Green Light Go! в 2007 году, несколько демозаписей и свой одноимённый альбом.

### 3-D (2008—2009)
I See Stars записали свой дебютный альбом 3-D в 2008 году на студии Chango Gridlock Studios, в городе Орландо, штат Флорида. Продюсером альбома выступил Кэмерон Мизел  (англ. Cameron Mizell), работавший ранее с такими группами как Of Machines и Oceana. Релиз альбома состоялся 14 апреля 2009 года. Вскоре после этого Зак Джонсон, принявший участие в записи как скрим-вокалист и клавишник покинул группу. Заменой Зака стал бывший участник группы We Came as Romans Крис Мур, который полностью заменил Зака в роли скримера и клавишника.
В августе 2008 года I See Stars приняли участие в турне «Artery Foundation Across the Nation» вместе с такими коллективами как: Emarosa, Our Last Night, In Fear and Faith, Burden of a Day и Broadway. В конце 2009 года I See Stars принимали участие в турне Artery Foundation Across the Nation tour вместе с группами Attack Attack!, Breathe Carolina, Asking Alexandria и Bury Tomorrow.

### Уход Мура, возвращение Джонсона иThe End of the World Party(2010—2011)
14 июня 2010 года клавишник\скример Крис Мур заявил о своём уходе из группы, объяснив это как «творческие разногласия». Бывший участник группы Зак Джонсон снова вернулся в группу, присоединившись к I See Stars на Warped Tour 2010.
Группа начала записывать треки для своего второго альбома в мае 2010 года. Продюсером альбома выступил Кэмерон Мизелл. Почти сразу после записи альбома группа отправилась в тур Vans Warped Tour, тур продолжался с июня по июль 2010 года. Группа также приняла участие в фестивале Soundwave 2011.
4 ноября группа выпустила предварительный трек «The End of the World Party» из своего альбома через свою страницу на YouTube. Они исполняли эту песню на различных концертах 2010 года ещё до выхода альбома. Официально трек был выпущен на ITunes только 7 декабря.
17 января 2011 года группа опубликовала трек-лист своего альбома. До выхода альбома группа отыграла свою новую песню «Glow» на нескольких своих концертах. 1 февраля группа выпустила свой второй сингл из альбома «Wonderland». Релиз альбома состоялся 22 февраля 2011 года.
31 мая 2011 года группа выступила в ток-шоу Джимми Киммел в прямом эфире (англ. Jimmy Kimmel Live!) вместе с песнями «Glow» и «What This Means to Me».

### Digital Renegade(2011—2012)
С 26 октября по 29 ноября 2011 года I See Stars гастролировали в турне Monster Outbreak Tour вместе с группами Of Mice & Men, For the Fallen Dreams, Iwrestledabearonce, Abandon All Ships и That’s Outrageous! В последующем турне, Scream It Like You Mean It tour, группа участвовала вместе с Breathe Carolina и Chiodos в качестве хедлайнеров. В туре также принял участие рэпер Mod Sun и группа The Air I Breathe. В одном из своих интервью участники I See Stars рассказали, что они начали запись своего третьего альбома в сентябре 2011 года. В ноябре 2011 года, после окончания записи альбома, I See Stars отправились в своё новое турне. Продюсером альбома выступил Джо Стёрджис (англ. Joey Sturgis). Альбом был выпущен 13 марта 2012 года.

### New Demons(2013—2015)
В первой половине 2013 года группа вместе с продюсером Джои Стёрджисом записала свой четвёртый студийный альбом, озаглавленный как New Demons. Klayton из Celldweller принял участие в написании электроники к четырём песням. Позже музыканты объявили, что вместе с Фрэнки Палмери из Emmure и Мэтти Монтгомери из For Today записали свою самую тяжелую песню. Трек, получивший название «Can We Start Again», был выпущен через YouTube 12 мая. Он вошёл в микстейп «Renegades Forever».
13 июня на сайте Alternative Press состоялась эксклюзивная премьера первого альбомного сингла «Violent Bounce (People Like ¥øµ)».
22 октября вышел четвёртый студийный альбом New Demons.
13 декабря группа анонсировала, что будет поддерживать Attila в их «The New King’s Tour» наравне с Capture The Crown, Ice Nine Kills и Myka Relocate начиная с 31 января 2014 года.
16 июня 2015 года аккаунт группы на Facebook был взломан и использован для исламистской пропаганды.

### Уход Грэгерсона и Джонсона,PhasesиTreehouse(2015—настоящее время)
31 июля 2015 года группа объявила о выходе нового релиза «Phases», который включает акустические версии песен из предыдущих альбомов вместе с четырьмя каверами. Был анонсирован акустический «Phases Tour». После выхода релиза по неизвестным причинам из группы был выгнан ритм-гитарист Джимми Грэгерсон, который позже стал концертным участником группы Metro Station. Хотя в своём Instagram он заявил, что был выгнан ещё во время Vans Warped Tour 2015, эта информация была обнародована лишь через месяц после его ухода. Клавишник и экстрим-вокалист Зак Джонсон также не принимал участия на Phases и в туре в его поддержку.
22 декабря 2015 группа выпустила короткий тизер с анонсом хедлайн-тура по США. Тизер также содержал часть новой песни. На следующий день Грэгерсон и Джонсон в своих аккаунтах официально объявили о том, что не являются участниками I See Stars уже несколько месяцев. Зак позже объявил о своей новой группе Therefore Farewell, которая после выхода сингла «Shadows» с его лидирующим вокалом была распущена. Спустя некоторое время Джонсон анонсировал новую группу Outer Glow, которая в 2017 году выпустила ЕР "Lunar/Effect".
После изменений в составе клин-вокалист Дэвин Оливер взял на себя все скрим-партии. Эндрю Оливер оставил ударную установку и полностью перешёл за клавишные, иногда разделяя с Дэвином чистые вокальные партии.
В феврале 2016 года был выпущен новый сингл «Mobbin' Out». В середине мая был выпущен второй сингл «Running with Scissors», также было объявлено о выходе нового студийного альбома. Альбом «Treehouse» вышел 17 июня 2016 года. Летом группа выступает на Vans Warped Tour. В октябре I See Stars вместе с Asking Alexandria, Born of Osiris, After the Burial, Upon a Burning Body, и Bad Omens отправляются в тур «10 Years In The Black». Позже было объявлено о собственном Treehouse Tour.
6 апреля 2018 года выходит акустический мини-альбом «Treehouse (Acoustic)».

## Музыкальный стиль
I See Stars известны в первую очередь из-за своей стилистической смеси металкора и электронной музыки. Многие критики утверждают, что группа «отклоняется от всех привычных нам жанров, смешивая все стили музыки». Музыка группы является сочетанием интенсивного использования синтезированного вокала, скрима и тяжёлых рок-инструментов. В связи с этим стиль группы часто называют электроникором и синткором. I See Stars называются одной из ключевых групп, внесших свою лепту в развитие этих жанров. Дебютный альбом группы 3-D был особо популярен у аудитории фанатов синткора. Отвечая на вопрос о музыкальном стиле третьего альбома Digital Renegade Оливер рассказал: «Это будет гораздо тяжелее наших прошлых песен, но всё с тем же присутствием поп-рок элементов. В нём будет больше электронной музыки. Я обожаю всё, что связано с электроникой. Я думаю, что мы развиваемся как музыканты и количество элементов электроники в нашей музыке будет только расти».

## Участники
| Нынешний состав - Дэвин Оливер — чистый вокал (2006-настоящее время), дополнительный экстрим-вокал (2012-настоящее время) - Брент Аллен — соло-гитара (2006-настоящее время); ритм-гитара (2015-настоящее время) - Джефф Валентайн — бас-гитара (2006-настоящее время) - Эндрю Оливер — клавишные, секвенсор, программирование (2015-настоящее время), ударные, бэк-вокал (2006—2015), дополнительный чистый вокал (2011—настоящее время) Бывшие участники - Крис Мур — экстрим-вокал, клавишные (2009—2010) - Джимми Грэгерсон — ритм-гитара (2006—2015) - Зак Джонсон — экстрим-вокал, клавишные, секвенсор, программирование (2006—2009, 2010—2015) | Сессионные музыканты - Ник Скотт — ритм-гитара (2015) - Крис Ку — клавишные (2015) - Джейкоб Хэлмич — виолончель (2015) - Джейк Бурки — ударные (2015) - Люк Холланд — ударные (2015—2016, в альбоме «Treehouse») - Дакота Саммонс — ударные (2016-настоящее время) |

## Дискография
Студийные альбомы
| Год  | Альбом                     | Лейбл            | Чарты   | Чарты    | Чарты   |
| Год  | Альбом                     | Лейбл            | Top 200 | US Indie | US Heat |
| ---- | -------------------------- | ---------------- | ------- | -------- | ------- |
| 2009 | 3-D                        | Sumerian Records | 176     | 22       | 5       |
| 2011 | The End of the World Party | Sumerian Records | 144     | 18       | 1       |
| 2012 | Digital Renegade           | Sumerian Records | 45      | 9        | —       |
| 2013 | New Demons                 | Sumerian Records | 28      | —        | —       |
| 2016 | Treehouse                  | Sumerian Records | 93      | —        | —       |

Синглы
| Год  | Название                                     | Альбом                     |
| ---- | -------------------------------------------- | -------------------------- |
| 2009 | «What This Means to Me»                      | 3-D                        |
| 2010 | «3-D»                                        | 3-D                        |
| 2010 | «The Common Hours»                           | 3-D                        |
| 2010 | «The End of the World Party»                 | The End of the World Party |
| 2011 | «Wonderland»                                 | The End of the World Party |
| 2012 | «Filth Friends Unite»                        | Digital Renegade           |
| 2012 | «NZT48»                                      | Digital Renegade           |
| 2012 | «The Hardest Mistakes» (feat. Cassadee Pope) | Electric Forest remix      |
| 2013 | «Can We Start Again»                         | Renegades Forever          |
| 2013 | «Violent Bounce (People Like You)»           | New Demons                 |
| 2013 | «Murder Mitten»                              | New Demons                 |
| 2013 | «New Demons»                                 | New Demons                 |
| 2016 | «Mobbin' Out»                                | Treehouse                  |
| 2016 | «Break»                                      | Treehouse                  |
| 2016 | «Running With Scissors»                      | Treehouse                  |
| 2023 | «Anomaly / Drift»                            | внеальбомный сингл         |
| 2023 | «are we 3ven?»                               | внеальбомный сингл         |
| 2023 | «D4MAGE DONE»                                | внеальбомный сингл         |
| 2024 | «SPLIT»                                      | внеальбомный сингл         |

Мини-альбомы
- Green Light Go! EP (2007)
- I See Stars EP (2008)
- Treehouse (Acoustic) (2018)

## Видеография
| Название                           | Год  | Режиссёр         | Альбом                     |
| ---------------------------------- | ---- | ---------------- | -------------------------- |
| "What This Means to Me"            | 2009 | Robby Starbuck   | 3-D                        |
| "3-D"                              | 2010 | Spence Nicholson | 3-D                        |
| "The Common Hours"                 | 2010 | Andrew Pulaski   | 3-D                        |
| "The End of the World Party"       | 2011 | Scott Hansen     | The End of the World Party |
| "Wonderland"                       | 2011 | Bryce Hall       | The End of the World Party |
| "Glow"                             | 2011 | Joe Dietsch      | The End of the World Party |
| "Filth Friends Unite"              | 2012 | Frankie Nasso    | Digital Renegade           |
| "NZT48"                            | 2012 | Casey Watson     | Digital Renegade           |
| "Murder Mitten"                    | 2013 |                  | New Demons                 |
| "New Demons"                       | 2013 | Kevin Joel       | New Demons                 |
| "Ten Thousand Feet"                | 2014 |                  | New Demons                 |
| "Murder Mitten (Raw & Unplugged)"  | 2015 | Ramon Boutviseth | Phases                     |
| "Break"                            | 2016 | Brandon Bolmer   | Treehouse                  |
| "Running With Scissors"            | 2016 | Sam Leabo        | Treehouse                  |
| "Calm Snow"                        | 2016 | Jensen Noen      | Treehouse                  |
| "Everyone's Safe in the Treehouse" | 2017 | Sam Leabo        | Treehouse                  |
| "are we 3ven?"                     | 2023 | Orie McGinness   | внеальбомный сингл         |
| «D4MAGE DONE»                      | 2023 | Jensen Noen      | внеальбомный сингл         |